# 塔卢拉 (路易斯安那州)
塔卢拉（英語：Tallulah），是美国路易斯安那州下属的一座城市。根据2010年美国人口普查，该市有人口7,335人。建置上，属于“city”。